# Ferdinand von Arnim (General)
Philipp Friedrich Ferdinand von Arnim (* 6. Oktober 1772 in Brandenstein; † 8. September 1835 in Stolp) war ein preußischer Generalmajor und Kommandeur der 13. Kavallerie-Brigade.

## Leben

### Herkunft
Seine Eltern waren Johann August von Arnim (1723–1797) aus der Familie von Arnim und dessen zweite Ehefrau Wilhelmine Luise, geborene von Schierstedt (1738–1776). Sein Vater war Herr auf Brandenstein und Landrat in Genthin.

### Militärkarriere
Am 10. April 1787 kam Arnim als Junker in das Husarenregiment „von der Schulenburg“ und avancierte bis 4. Juni 1792 zum Sekondeleutnant. Während des Ersten Koalitionskrieges kämpfte er bei der Belagerung von Landau und den Gefechten bei Weißenburg, Alzey, Kirrweiler, Edesheim Edinghofen, Grünstadt und Neustadt. Dafür erhielt Arnim am 8. Juni 1794 auf Vorschlag seines Kommandanten Gebhard Leberecht von Blücher den Orden Pour le Mérite. Am 6. September 1800 wurde er zum Premierleutnant sowie am 17. Januar 1805 zum Stabskapitän befördert. Im Vierten Koalitionskrieg kämpfte er in den Schlacht bei Auerstedt und dem Gefecht bei Fürstenberg, bevor er durch die Kapitulation bei Ratkau mit Gefangenschaft geriet.
Nach dem Krieg kam Arnim am 10. Juni 1807 in das Husarenregiment „Blücher“ und wurde am 7. September 1808 in das Regiment einrangiert. Am 7. Februar 1812 stieg er zum Rittmeister und Eskadronchef auf und wurde am 10. Februar 1813 Major. Während der Befreiungskriege kämnpfte Arnim bei der Belagerung von Stettin. In der Schlacht bei Dennewitz erwarb er das Eiserne Kreuz II. Klasse und bei Leipzig das Kreuz I. Klasse. Ferner kämpfte er in den Gefechten bei Thießen, Baruth, Hoogstaten und Lier. Für Conde wurde er mit dem russischen der Heiligen Anna II. Klasse ausgezeichnet. Am 6. Oktober 1814 wurde er als Kommandeur des Elb-Landwehr-Regiments berufen, am 29. März 1815 kam er als Kommandeur in das Pommerische Husaren-Regiment. Noch während der Mobilmachung fiel er vom Pferd und brach sich unglücklich das Bein. Diese Verletzung hinderte ihn aber nicht am weiteren Feldzug teilzunehmen, bereitete ihm aber den Rest des Lebens Probleme.
Am 12. Oktober 1815 wurde Arnim zum Oberstleutnant und am 30. März 1819 mit Patent vom 25. April 1819 zum Oberst befördert. Am 30. August 1825 erhielt er das Dienstkreuz und am 10. September 1826 den Roten Adlerorden III. Klasse. Am 30. März 1830 ernannte man Arnim zum Kommandeur der 13. Kavallerie-Brigade. Bereits am 6. Mai 1830 erhielt er seinen Abschied als Generalmajor mit Pension. Am 10. März 1832 wurde ihm noch die Erlaubnis erteilt seine Generalsuniform zu tragen. Er starb am 8. September 1835 in Stolp in Pommern.

### Familie
Arnim adoptierte die zwei Kinder des Feldpredigers und Superintendenten Christian Wilhelm Messerschmidt und der Anna Katharina Eleonore von Mitzlaff:
- Friedrich August (1798–1879) ⚭ Laurette von Arnim (1797–1850)
- Wilhelm (1797–1860), preußischer Generalmajor ⚭ Karoline Sophie Kundenreich (1798–1872)

Die beiden wurden am 20. Mai 1820 unter dem Namen Messerschmidt von Arnim nobilitiert.